# Black Balloon
Singles de Goo Goo Dolls
Dizzy
(1999) Broadway
(2000)
Pistes de Dizzy Up the Girl
January Friend Bullet Proof
Black Balloon est une chanson du groupe de rock Goo Goo Dolls. Elle fait partie de l'album Dizzy Up the Girl sorti en 1998 mais le single est sorti en 1999

## Thème
Cette chanson, selon le leader du groupe Johnny Rzeznik, est sur une femme dépendante à l'héroïne et la façon dont son amant cherche désespérément à sauver. Des spéculations ont été lancées sur le fait que le sujet soit l'ex-femme du bassiste du groupe Robby Takac, laquelle est morte d'une overdose d'héroïne.
La vidéo de la chanson indique le sens du Black Balloon (littéralement « ballon noir ») puisqu'une femme souffle de la fumée dans une bulle de savon.

## Liste des pistes
États-Unis
1. Black Balloon (Radio Remix) - 4:09
2. Slide (Live) - 3:33

Royaume-Uni
1. Black Balloon (Radio Edit) - 4:01
2. Black Balloon (Album Version) - 4:09
3. Naked - 3:44

Australie
1. Black Balloon
2. Lazy Eye
3. Naked (Remix)
4. Flat Top